# Both of Us
«Both of Us» —en español, «Nosotros Dos»— es una canción de hip hop B.o.B artista de grabación, publicada el 22 de mayo de 2012, como el único oficial de tercer sencillo del segundo álbum de estudio Strange Clouds (2012). La canción cuenta con la voz de pop country de la cantante y coescritora Taylor Swift, y fue producida por Dr. Luke y Cirkut.

## Posicionamiento en listas
| Listas (2012)                     | Mejor posición |
| --------------------------------- | -------------- |
| Australia (ARIA)                  | 5              |
| Canadá (Canadian Hot 100)         | 23             |
| Irlanda (IRMA)                    | 26             |
| Nueva Zelanda (Recorded Music NZ) | 10             |
| Reino Unido (UK Singles Chart)    | 22             |
| UK R&B Chart                      | 5              |
| US Billboard Hot 100              | 18             |
| US Pop Songs (Billboard)          | 24             |